# Botched
Botched is een horror-komedie uit 2007 onder regie van Kit Ryan. Hiermee won hij de prijs voor beste presentatie op het New York City Horror Film Festival, waar hoofdrolspeler Stephen Dorff ook de prijs voor beste acteur kreeg.

## Verhaal
Ritchie (Stephen Dorff) rooft ongezien een koffer diamanten uit een veilinghuis en gaat er samen met zijn handlanger en de bestuurder van de vluchtauto vandoor. De chauffeur moet alleen op volle snelheid uitwijken voor een vrouw die oversteekt met haar hondje en botst frontaal tegen een muur. Omdat Ritchie als enige zijn autogordel droeg, is hij de enige die de klap overleeft en uit kan stappen. Terwijl hij wegrent, wordt hij aangereden door een auto. Hij laat de koffer vallen, die openklapt op straat. Ritchie gaat er met lege handen vandoor. Zijn baas Mr. Groznyi (Sean Pertwee) is niet tevreden.
Ritchies familie werd ooit door Groznyi vanuit Rusland naar de Verenigde Staten gehaald en Ritchie moet daarom een schuld vereffenen. Daarom kan hij Groznyis vervangende opdracht niet weigeren. Hij moet in Moskou een antiek kruis dat ooit van Ivan de Verschrikkelijke was gaan stelen.
Ritchie gaat samen met de plaatselijke criminele broers Peter (Jamie Foreman) en Yuri (Russell Smith) in Moskou naar de plaats van bestemming en steelt het kruis uit het penthouse van het gebouw. De gewelddadige Peter schiet daarbij alleen onnodig een vrouw dood. Terwijl ze met zijn drieën in de lift richting begane grond staan, wordt de moord via de intercom in het gebouw omgeroepen en de lift stopgezet tussen de twaalfde en veertiende verdieping. De drie gijzelen daarop de zeven mensen die met hen in de lift staan en stappen allemaal samen uit op een niet bij de knoppen vermelde extra verdieping. Van daaruit willen ze een uitweg vinden die niet langs de bewaking gaat.
Via een walkietalkie wordt er contact met Ritchie opgenomen om te onderhandelen. Hij zegt toe vast één gijzelaar te laten gaan. Peter brengt hem naar de lift, maar wanneer de deuren opengaan, komt daar een grote schaar uit die hun gijzelaar onthoofdt. Ritchie krijgt op zijn walkietalkie te horen dat dit een vergissing was en dat hij een nieuw iemand moet aanwijzen om te laten gaan. Hij gaat niettemin eerst even rondkijken op de etage. Aan de muur vindt hij een schilderij gemaakt van de gezichtshuid van een nog niet lang geleden gevild persoon. Daardoor realiseert hij zich dat hij het niet de politie is met wie hij onderhandelt over de walkietalkie en dat die ook helemaal niet ingelicht is. De lift kan niemand meer in, want er is geen knop om die te laten komen. Wanneer Ritchie probeert draden uit de muur te trekken en te verbinden om de lift te forceren, sluit een vallend scherm de hele wand af.
Ritchie gaat naar de gijzelaars om uit te leggen dat hij een dief maar geen moordenaar is en probeert te vertellen wat er aan de hand is. De gegijzelde Sonya (Bronagh Gallagher) heeft niettemin het vertrouwen van Yuri gewonnen en zijn geweer gehad. Daarmee schiet ze Peter neer en dwingt ze Ritchie de kamer van de gijzelaars in. Zelf gaat ze met Katerina (Gene Rooney) en Yuri de etage op en Helena (Norma Sheahan) bewaakt de opgeslotenen. De andere gijzelaars geloven Ritchie en realiseren zich dat ze er samen uit moeten zien te komen. Ze overtuigen Helena de deur van het slot te halen, maar wanneer ze eruit stappen ligt die met een zware nekwond op de grond. Samen vinden ze een kamer waarvan de wanden bedekt zijn met menselijke huid en waarin een koelkast vol menselijke organen en ingewanden staat. Aan de muur vinden ze een foto van de moordenaar die over de gangen van de dertiende verdieping waart (Edward Baker-Duly). Die staat daarop met zijn tweelingzus, Sonya. Zij zijn allebei afstammelingen van Ivan de Verschrikkelijke en willen diens terreurregime nieuw leven in blazen. Sonya heeft mensen nodig om aan de door haar innig aanbeden almachtige te offeren. Haar broer gaat over lijken om het gestolen antieke kruis van zijn voorvader terug te krijgen. Ritchie komt erachter dat dit niet meer in zijn tas zit en concludeert dat Peter het er waarschijnlijk uitgehaald heeft. Ze moeten hoe dan ook de gangen van de dertiende verdieping trotseren. Ritchie gaat daarom samen met Anna (Jaime Murray) proberen het kruis te vinden, terwijl de naar eigen zeggen oud-Spetsnaz Boris (Geoff Bell) met de weinig heldhaftige Dmitry (Hugh O'Conor) een uitweg gaat zoeken.

## Rolverdeling
| - Stephen Dorff - Ritchie - Jamie Foreman - Peter - Alan Smyth - Hugo - Bronagh Gallagher - Sonya - Edward Baker-Duly - Sonya's tweelingbroer - Jaime Murray - Anna - Geoff Bell - Boris | - Sean Pertwee - Mr. Groznyi - Gene Rooney - Katerina - Russell Smith - Yuri - Hugh O'Conor - Dmitry - Zak Maguire - Alex - Norma Sheahan - Helena |